# Włodzimierz Miklaszewski
Włodzimierz Miklaszewski (ur. 27 października 1897 w Kostrzynie, zm. 26 lutego 1919 pod Nakłem) – podoficer armii wielkopolskiej, uczestnik powstania wielkopolskiego. Kawaler Orderu Virtuti Militari.

## Życiorys
Urodził się w Kostrzynie jako syn Ludwika. Od 27 grudnia 1918 brał udział w powstaniu wielkopolskim. W stopniu kaprala w szeregach 1 pułku rezerwowego Strzelców Wielkopolskich brał udział w walkach na odcinku północnym frontu (Bydgoszcz, Piła).
Szczególnie zasłużył się 9 lutego 1919, kiedy „został wysłany w patrolu podoficerskim do wsi Józefiny pod Nakłem. W trakcie rozpoznania patrol został otoczony z trzech stron przez Niemców. M. został ciężko ranny i wzięty do niewoli. Zm. z ran. Pochowany na cm. parafialnym w Kostrzyniu. Na wniosek płk. Taczaka pośmiertnie odznaczony Orderem Virtuti Militari”.
Był kawalerem.

## Ordery i odznaczenia
- Krzyż Srebrny Orderu Wojskowego Virtuti Militari nr 4770 – pośmiertnie[1][2]